# Condado de Orange (Carolina del Norte)
El condado de Orange (en inglés: Orange County, North Carolina), fundado en 1752, es uno de los 100 condados del estado estadounidense de Carolina del Norte. En el año 2000 tenía una población de 118 227 habitantes con una densidad poblacional de 114 personas por km². La sede del condado es Hillsborough.

## Geografía
Según la Oficina del Censo, el condado tiene un área total de 1039 km² (401,2 mi²), de la cual 1036 km² (400 mi²) es tierra y 3 km² (1,2 mi²) es agua.

### Condados adyacentes
- Condado de Person noreste
- Condado de Durham este
- Condado de Chatham sur
- Condado de Alamence oeste
- Condado de Caswell noroeste

## Demografía
En el 2000 la renta per cápita promedia del condado era de $42 372, y el ingreso promedio para una familia era de $59 874. El ingreso per cápita para el condado era de $24 873. En 2000 los hombres tenían un ingreso per cápita de $39 298 contra $31 328 para las mujeres. Alrededor del 14.10% de la población estaba bajo el umbral de pobreza nacional.

## Lugares

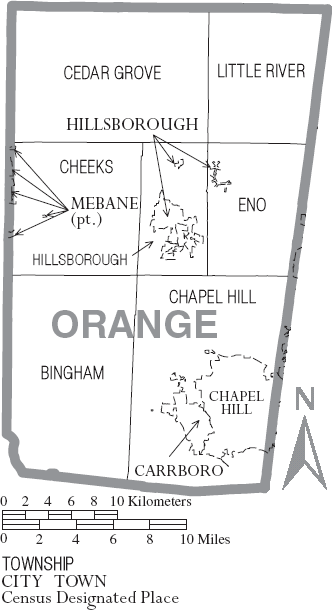
Mapa del Condado de Orange en Carolina del Norte con sus municipios

### Municipios
El condado se divide en siete municipios: Municipio de Bingham, Municipio de Cedar Grove, Municipio de Chapel Hill, Municipio de Cheeks, Municipio de Eno, Municipio de Hillsborough y Municipio de Little River.

### Ciudades y pueblos
- Blackwood
- Buckhorn
- Caldwell
- Calvander
- Carr
- Cedar Grove
- Dodsons Crossroads
- Dogwood Acres
- Efland
- Eno
- Eubanks
- Fairview, Hillsborough
- Hurdle Mills
- Laws
- McDade
- Miles
- Oaks
- Orange Grove
- Piney Grove
- Rougemont
- Schley
- Teer
- University
- White Cross